# Asura wandammensis
Asura wandammensis là một loài bướm đêm thuộc phân họ Arctiinae, họ Erebidae.